# Fronteras
Fronteras ist ein Dorf im Norden des mexikanischen Bundesstaates Sonora in Mexiko. Fronteras hatte 2010 834 Einwohner. Der Ort ist Verwaltungssitz des Municipio Fronteras. Fronteras liegt etwa 55 km südlich der Grenzstadt Agua Prieta bzw. 15 km nördlich von Esqueda.